# ジョージ・ナカシマ
ジョージ・カツトシ・ナカシマ（George Katsutoshi Nakashima、日本名：中島 勝寿〈なかしま かつとし〉、1905年5月24日 - 1990年6月15日）は、アメリカの家具デザイナー。建築家。香川県高松市牟礼町に2008年ジョージナカシマ記念館が開設された。

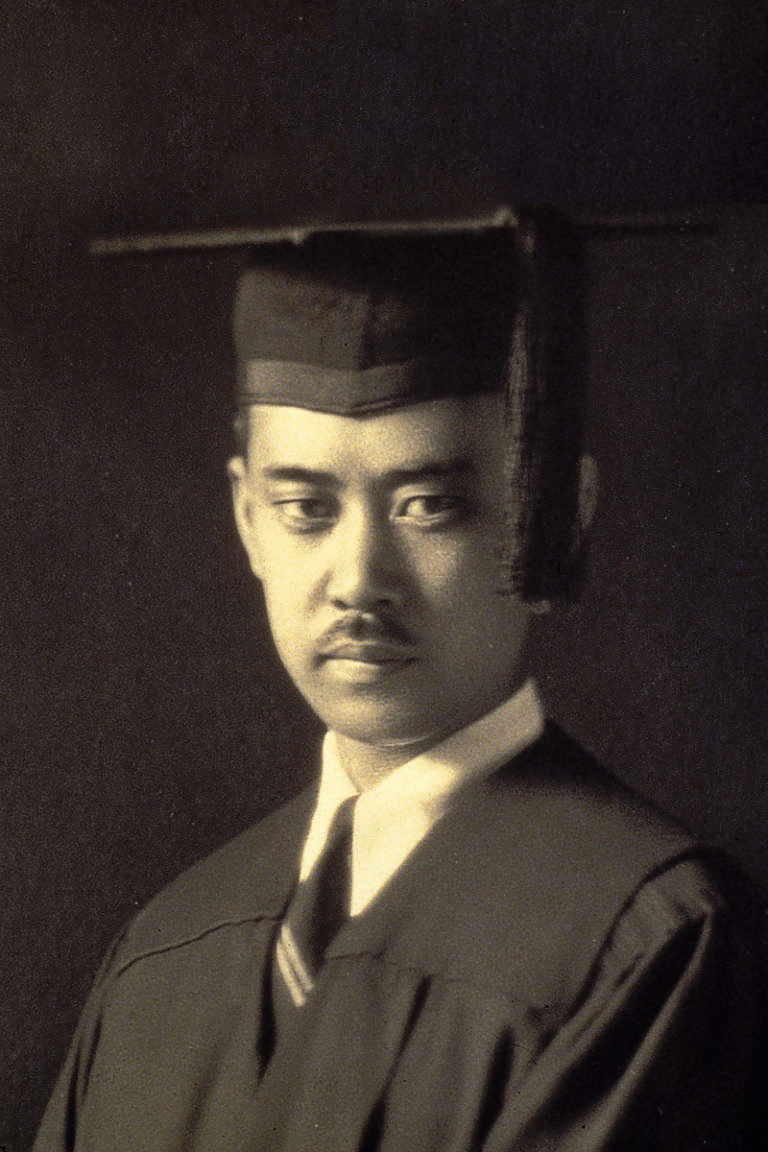
ジョージ・ナカシマ、ワシントン大学を卒業（1929年）

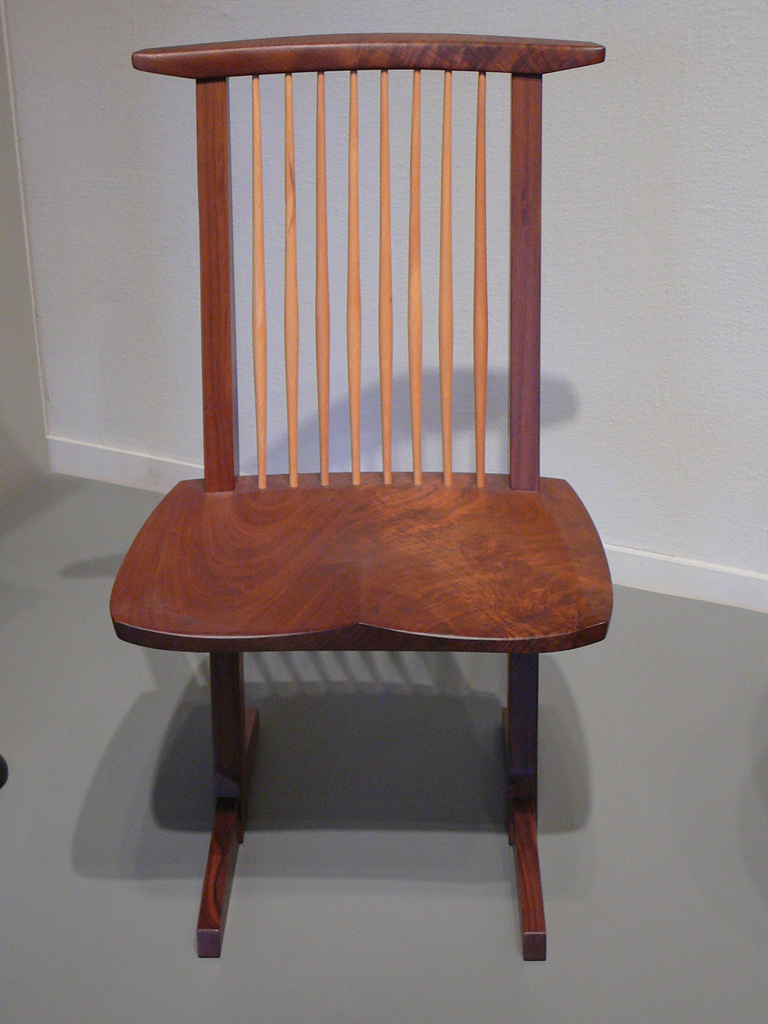
コノイド・チェア

## 略歴
- 1905年ジャーナリスト中島勝治と寿々の長男としてワシントン州スポケーンに生まれる。
- 1923年ワシントン大学入学。林学専攻後、建築学に転向。
- 1929年ワシントン大学卒業後ハーバード大学大学院に進み、すぐマサチューセッツ工科大学（MIT）に移籍。
- 1933年世界一周の旅に出る。ロンドン・パリに滞在。ル・コルビュジエのスイス館の建築現場に通う。
- 1934年パリを発ち、インド・中国経由で日本に向かう。
  - 帝国ホテル建設の際にフランク・ロイド・ライトに伴って来日し、東京事務所を開設したアントニン・レーモンド建築事務所に入所。同僚に、前川國男・吉村順三。
- 1935年軽井沢聖パウロカトリック教会の設計と家具の設計に参加。
- 1937年レイモンド建築事務所現場管理者として、インドに向かう。
  - シュリ・オーロビンド・アシュラムのGolconde寄宿舎の設計に参加、のちに教団の思想に共感し2年間修道者と共同生活。
- 1939年日本に戻り、前川國男事務所に参加。丹下健三と知り合う。
- 1940年アメリカ生まれの英語教師岡島すみれ（マリオン）と婚約。ワシントン州に戻る。
- 1941年マリオンと結婚。シアトルからカリフォルニア州までアメリカの建築視察旅行に出掛ける。
  - フランク・ロイド・ライトの仕事に失望、自身が最初から最後まで統合できる新しい職業を見つけることを決心。家具の世界に踏み込む。
- 1942年太平洋戦争開戦、日系人強制収容。アイダホ州ミニドカ・キャンプに家族とともに抑留。
  - 日系二世の大工と知り合い、基本的な木工技術と木についての知識を得る。
- 1943年レイモンド経営のペンシルベニア州ニューホープの農場に移住。農場で働く。
- 1944年ニューホープ近郊のペンシルベニア州バックス郡で家のガレージを工房として 、デザインから製作まで一貫した家具作りを始める。
- 1946年土地を譲り受け、ノール社のため量産向けの椅子（アームチェアー）発表。
- 1957年ニューホープにコノイド・スタジオ完成（自設計）
- 1964年インドのアーメダバード国立デザイン研究所に向かう途中来日。　
  - 早稲田大学で講演。独自の一貫生産による木工業の理念を教え始める。
  - 彫刻家・流政之の招きで高松の工房を訪ね、前年に流を中心に結成された高松の職人たちのグループ「讃岐民具連」の活動に賛同して、メンバーに加わる。
- 1968年「ミングレン（民具連）」シリーズの家具を発表。東京新宿の小田急ハルクで日本での初の個展開催[注 1]。
- 1969年コノイド・スタジオ内に民具連美術館が開館。
- 1973年吉村順三がロックフェラー邸を設計、220点以上の家具をナカシマが製作。
- 1981年The Soul of Tree - A Woodworker’s Reflections』,（『木のこころ』）を出版。
- 1983年日本より勲三等瑞宝章を授与される。
- 1989年「ジョージ・ナカシマ：フル・サークル回顧展」開催。全米を巡回。
- 1990年ペンシルベニア州ニューホープにて没。